# Бал вампира
Бал вампира (енгл. The Fearless Vampire Killers, or Pardon Me, But Your Teeth Are in My Neck) је америчка хорор комедија из 1967. године у режији Романа Поланског по сценарију који је Полански написао са Жераром Брашом.
Радња филма прати ловца на вампире и његовог асистента који долазе у планинско село да се сукобе са вампиром. Главне улоге тумаче Џек Макгоран, Роман Полански и његова тадашња жена, Шерон Тејт.

## Радња
Професор и његов ученик стижу у измишљену средњоевропску државу да пронађу и униште вампире који угрожавају животе локалног становништва. Доласком у сеоску гостионицу дешава се низ чудних догађаја, али професор својом научном смиреношћу успева да се избори са вампирским створењима. С друге стране, његов млади асистент се заљубљује у атрактивну асистенткињу, што ствара додатне проблеме професору.

## Улоге
- Џек Макгоран као професор Абронсијус
- Роман Полански као Алфред, Абронсијусов асистент
- Шерон Тејт као Сара Шагал
- Алфи Бас као Јојне Шагал, крчмар
- Ферди Мејн као гроф фон Кролок
- Тери Даунс као Кукол, Кролоков слуга
- Фиона Луис као Магда, Шагалова собарица
- Ијан Квариер као Херберт фон Кролок
- Џеси Робинс као Ребека Шагал
- Роналд Лејси као сеоска будала
- Сидни Бромли као возач санки
- Андреас Маландринос као дрвосеча
- Ото Дијамант као дрвосеча
- Метју Волтерс као дрвосеча